# Gallus von Hochberger

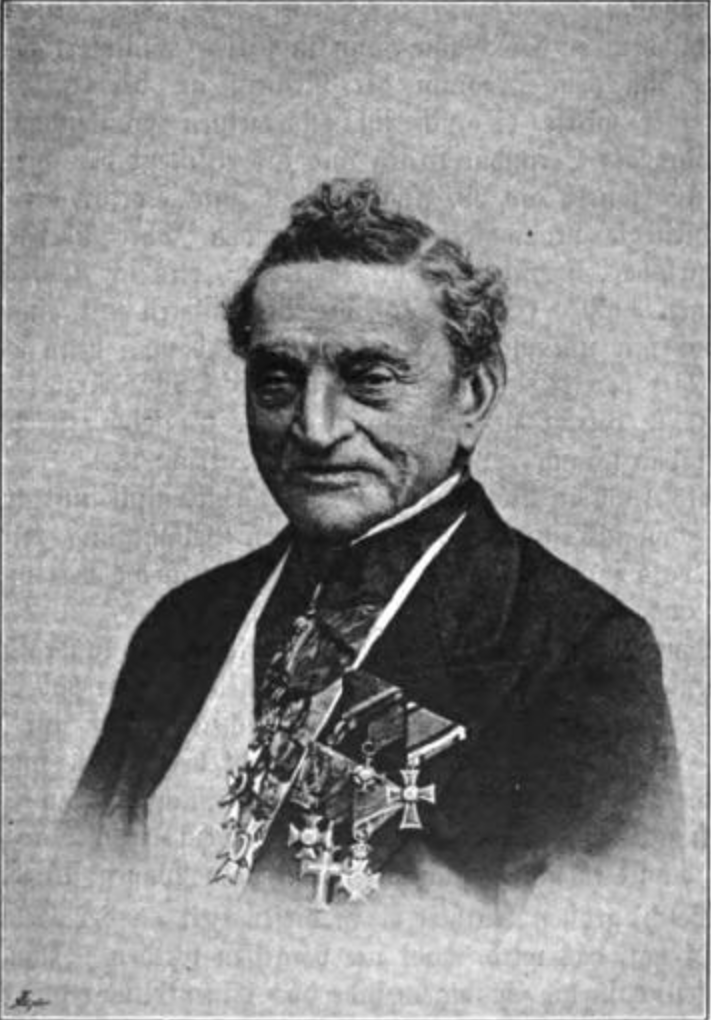
Gallus Ritter von Hochberger (1803–1901)

Florian Gallus Ritter von Hochberger (* 15. Oktober 1803 in Wohlau bei Podersam als Florian Gallus Hochberger; † 4. Februar 1901 in Karlsbad) war ein österreichischer Mediziner, k.k. Hofrat und fürstl. Reuß-Seitz’scher Hofrat.

## Leben
Hochberger wurde 1803 als Sohn des Bauern Franz Wenzl Hochberger und dessen Ehefrau Theresia geb. Hainz geboren. Nach dem Besuch der Schule in Podersam, absolvierte er das Gymnasium in Pilsen und studierte an der Karls-Universität in Prag Medizin. Am 29. August 1829 promovierte er zum Doktor der Medizin und der Chirurgie. Zu Beginn ließ er sich als Arzt in Karlsbad nieder. 1832 erhielt er für seinen Kampf gegen die grassierende Cholera eine Belobigung der k.k. Hofkanzlei. Von 1843 bis 1868 war er Stadt- und landesfürstlicher Brunnenarzt. Als 1849/1850 österreichische Truppen in Karlsbad lagerten, war es Hochberger der unermüdlich für die Genesung der zum Teil verwundeten Soldaten eintrat. Auf Vorschlag des k.k. obersten Feldarztes erhielt er durch Kaiser Franz Joseph I. das goldene Verdienstkreuz mit der Krone. Als er 1879 sein 50-jähriges Doktorjubiläum begehen konnte, wurde er mit dem Komturkreuz des Franz-Joseph-Ordens ausgezeichnet. 1884 erhielt er den Titel k.k. Hofrat. Für seine Verdienste wurde ihm das Ehrenbürgerrecht von Franzensbad, Karlsbad, Podersam und Waltsch verliehen.
Hochberger war viele Jahre Obmann der Karlsbader-Bezirksvertretung, ab 1890 Ehrenhauptmann des Schützen-Corps Karlsbad. Aufgrund seiner Stiftung wurden mehrere öffentliche Bibliotheken in seiner Wirkungsstadt errichtet. Die Stadt Karlsbad benannte zu seinen Ehren die von ihm entdeckte Quelle als auch die neu-erbaute Brücke nach ihm. 1890 wurde eine Büste von Ritter von Hochberger errichtet.
1901 starb Dr. med. Gallus Ritter von Hochberger im Altern von 97 Jahren. Er war der älteste Arzt in Österreich-Ungarn. Zahlreiche Zeitungen widmeten ihm einen Nachruf, unter anderem auch die Prager medizinische Wochenschrift.

## Auszeichnungen
- 1850: Goldenes Verdienstkreuz mit der Krone
- 1856: Ritter des Ordens der Eisernen Krone III. Klasse
- 1857: Ritter des kgl. griechischen Erlöserordens
- 1862: Ritter des portugiesischen Christusordens
- 1872: Civil-Ehrenkreuz I. Klasse (Reuß-Greiz)
- 1879: Komturkreuz des Franz-Joseph-Ordens.
- 1880: Ehrenkreuz I. Klasse des Lippischen Hausordens
- 1896: Ritter des päpstlichen Gregoriusordens
- Komturkreuz des sächsischen Hausordens
- Marianerkreuz

- Ehrenbürger der Stadt Franzensbad
- Ehrenbürger der Stadt Karlsbad
- Ehrenbürger der Stadt Podersam
- Ehrenbürger der Stadt Waltsch